# Sergentomyia insularis
Sergentomyia insularis är en tvåvingeart som först beskrevs av Oskar Theodor 1938.  Sergentomyia insularis ingår i släktet Sergentomyia och familjen fjärilsmyggor.
Artens utbredningsområde är Sri Lanka. Inga underarter finns listade i Catalogue of Life.